# San Miguel, Puruándiro
San Miguel är en ort i Mexiko.   Den ligger i kommunen Puruándiro och delstaten Michoacán de Ocampo, i den centrala delen av landet, 270 km väster om huvudstaden Mexico City. San Miguel ligger 1 941 meter över havet och antalet invånare är 542.
Terrängen runt San Miguel är huvudsakligen kuperad, men den allra närmaste omgivningen är platt. Runt San Miguel är det ganska tätbefolkat, med 58 invånare per kvadratkilometer. Närmaste större samhälle är Puruándiro, 14,5 km öster om San Miguel. I omgivningarna runt San Miguel växer huvudsakligen savannskog.